# Rama de Básquetbol de la Universidad de Chile
La Rama de Básquetbol de la Universidad de Chile es un club de básquetbol de Chile de la ciudad de Santiago. Fue fundado el 20 de abril de 1926 y actualmente juega en ligas de carácter universitario.

## Historia
La rama de básquetbol de la Universidad de Chile tiene sus orígenes en la fundación del Club Universitario de Básquetbol, el 20 de abril de 1926, por un grupo de estudiantes de la «Casa de Bello». Con la oficialización del Club Deportivo de la Universidad de Chile en la década de 1930, el club pasó a formar parte de este como una rama deportiva más.
En 1980 la rama adquirió carácter profesional, integrándose a la División Mayor del Básquetbol de Chile (DIMAYOR) ese mismo año. En su primera temporada, la sección de básquetbol de la «U» finalizó en la última ubicación del campeonato tras registrar siete derrotas en siete encuentros disputados. A causa de lo anterior, además de los problemas institucionales que afectaban al club durante esa época, al año siguiente, Universidad de Chile cesó su participación en la DIMAYOR.
En 1983, no obstante, el equipo volvió a afiliarse a la DIMAYOR en la que, pese a la disolución del club deportivo en 1984, participó hasta la temporada 1989, logrando su mejor participación en el campeonato de 1986, luego de finalizar en la sexta posición.
Destaca que, durante sus ocho temporadas en la máxima categoría del básquetbol chileno, la rama fue dirigida por el entrenador Néstor Gutiérrez.
También en Temuco.
Siendo Temuco la capital de básquetbol, era lógicos que la sede de la Universidad de Chile, también tuvieras sus ramas masculinas y femeninas, participando en los torneos oficiales de sus respectivas Asociaciones. En varones, desde 1962, siempre entre los puestos de avanzada, con Luis Durand, Leopoldo Muñoz (Jefe de carrera de Educación). como entrenadores. Participaron  en numerosos campeonatos entre sedes de la U, y en eliminatorias, de los nacionales Universitarios.. En mujeres, desde 1963, con Diógenes Castillo como técnico, y desde 1971  a 1973, con Juan Andrés Vivallo como entrenador, siempre fue protagonista -campeón o subcampeón- del certamen oficial. Como los uniformes los enviaban desde Santiago, eran los mismos colores, en mujeres, no así en varones, que eran azul francia (camiseta y pantalón) o bien remera blanca, como alternativa. Para las mujeres era azul marino con pantalón blanco.

### Básquetbol femenino

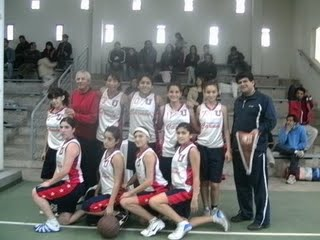
Categoría Cadetes 2009.

Universidad de Chile también cuenta con una rama de básquetbol femenino, que actualmente juega en diversas asociaciones de Santiago, siendo un equipo destacado por sus buenos resultados y jugadoras seleccionadas.
Actualmente juegan de local en el Gimnasio Carol Urzúa, bajo la dirección técnica de Mauricio Silva y Jorge García en distintas categorías de niñas de 9 años hasta universitarias dedicadas al básquetbol de alto rendimiento.

## Palmarés

### Básquetbol masculino
- Campeonato Nacional Universitario (3): 1949, 1959,[4] 1996.
- Asociación de Básquetbol de Santiago (2): 1998 y Clausura 2003.
- Torneo Erasmo López (3): 1975,[5] 1983,[6] 1984.[7]
- Liga de Básquetbol Asociado (1): 1999.
- Campeonato Nacional (1): 2001.
- Torneo de Clausura ODESUP (1): 2009.
- Torneo ASOMEUDE (1): 2009.
- Subcampeón del Campeonato de Apertura (1): 1938.[8]
- Subcampeón de la Asociación de Básquetbol de Santiago (1): 1986.[9]
- Subcampeón del Torneo Erasmo López (2): 1982,[10] 1985.[11]
- Subcampeón del Torneo de Apertura ODESUP (1): 2009.[12]

#### Reserva
- Segunda Categoría de Honor ABS (1): 1937[13]
- Tercera Categoría de Honor ABS (1): 1937[13]

#### Básquetbol joven
- Campioni del Domani (6): 1975,[nota 1] 1983, 1986, 1987, 1988 y 1989.
- Torneo Renato Raggio Catalán (2): 2001 y 2006.

### Básquetbol femenino
- Asociación de Básquetbol de Santiago (7): 1932,[14] 1933,[14] 1934,[14] 1936,[14][15] 1938,[14] 1939,[14] 1940.[14]
- Campeonato de Apertura de Primera División (1): 1944[16]
- Encuentro Deportivo Club Deportivo Fermín Osorio Sub-19 (1): 2009.[17]
- Campeonato Nacional de Clubes Cadetes Femenino (1): 2012.[18]
- Campeonato Internacional de San Rosendo Sub-17 (1): 2012.[19][20]
- Copa Fermín Osorio Sub-18 (1): 2012.[19]
- Copa Universidad de Las Américas Sub-18 (1): 2012.[19]

#### Reserva
- Campeonato de Primavera de Tercera División (1): 1937[21]